# Chambérat

Chambérat este o comună în departamentul Allier din centrul Franței. În 1 ianuarie 2022 avea o populație de 279 de locuitori.